# Editaaleyrodes indicus
Editaaleyrodes indicus es un hemíptero de la familia Aleyrodidae, con una subfamilia: Aleyrodinae.
Editaaleyrodes indicus fue descrita científicamente por primera vez por David en 2005. Es la primera especie descubierta del género Editaaleyrodes.